# بازی‌های دودل جزیره قهرمانی
بازی‌های دودل جزیره قهرمانی (به انگلیسی: Doodle Champion Island Games) یک بازی ویدئویی نقش‌آفرینی مرورگری است که در سال ۲۰۲۱ توسط گوگل با همکاری استدیو ۴°C توسعه یافت. این بازی به عنوان یک گوگل دودل تعاملی و قابل بازی کردن در جشن المپیک تابستانی ۲۰۲۰ و پاراالمپیک تابستانی ۲۰۲۰ با فولکلور ژاپنی و فرهنگ ژاپن منتشر شد. داستان دربارهٔ «لاکی گربه کالیکو» است که در رویدادهای ورزشی در جزیره قهرمانی شرکت می‌کند تا قهرمان جزیره شود، او همچنین باید مامورت‌های جانبی در طی بازی را به کمک افرادی تکمیل کند. این دودل در تاریخ ۶ سپتامبر ۲۰۲۱ توسط گوگل از صفحه اصلی آن برداشته شد اما همچنان در آرشیو گوگل دودل موجود و قابل بازی کردن است.
این بازی دارای هفت بازی کوچک مختلف با تم ورزش‌هایی است که در المپیک‌ها وجود دارند، از جمله پینگ پنگ، اسکیت بوردینگ، تیراندازی با کمان، راگبی هفت‌نفره، شنای موزون، صخره‌نوردی ورزشی و ماراتون.

## گیم پلی
دودل جزیره قهرمانی یک بازی ویدئویی نقش‌آفرینی به شکل یک بازی ورزشی است. بازیکن گربه‌ای به نام لاکی را در اطراف جزیره‌ای با هفت منطقه متفاوت که شبیه مکان‌ها و جغرافیای مختلف ژاپنی (مانند جنگل‌های بامبو و کوه‌ها) هستند، کنترل می‌کند. در هر منطقه، دارای ویژگی‌هایی از هفت قهرمان جزیره است که هرکدام از آنها در یک ورزش خاص جلوه خود را دارند. خود ورزش‌ها بازی‌های کوچک هستند که در آنها لاکی با پیروزی در بازی، یک طومار مقدس را به دست می‌آورد. با شکست دادن همه هفت قهرمان و به‌دست‌آوردن طومارهای آنها، بازیکن به عنوان «قهرمان جزیره» نامیده می‌شود. بازیکن همچنین می‌تواند به یکی از ۴ تیم که هر یک با یک رنگ نمادی از موجودات اساطیر ژاپنی است بپیوندد. با رقابت در بازی‌ها، بازیکنان امتیازاتی کسب می‌کنند که در یک در جدول امتیازات جهانی ثبت می‌شود، تیمی که بیشترین امتیاز را به دست آورده باشد، در پایان بازی‌های المپیک به عنوان برنده معرفی می‌شود.
تمام مینی‌گیم‌ها ژانرهای مختلفی از بازی‌های ویدئویی را پوشش می‌دهند. به عنوان مثال، رویداد شنای موزون به شکل یک بازی ریتمی در سبک رقص است، در حالی که رویداد اسکیت‌بوردینگ دارای سیستمی مشابه بازی اسکیت‌باز حرفه‌ای تونی هاکس است.
علاوه بر این، هر منطقه دارای مأموریت‌های جانبی زیادی است که بازیکن آنها را جستجو و حل کند. در این مأموریت‌های جانبی لاکی باید به ساکنان جزیره با وظایف مختلف مانند یافتن آیتم‌ها یا خرید و فروش آنها کمک کند. برخی از مأموریت‌های جانبی همچنین می‌توانند مراحل سخت‌تری از مینی‌گیم‌های اصلی را باز کنند. هرکدام از این مأموریت‌های جانبی به بازیکن یک جام قهرمانی می‌دهد که می‌توان آن را در خانه‌ای در مرکز جزیره به نام خانه جام نگهداری و مشاهده کند، در مجموع تا آخرین بروزرسانی این بازی، ۲۴ جام وجود دارد که قابل کسب کردن هستند.
از زمان بازی‌های پارالمپیک تابستانی ۲۰۲۰، دو مأموریت جانبی جدید اضافه شده است، که یکی از آنها به یک نسخه پیشرفته‌تر از بازی راگبی است. همچنین یک نسخه پیشرفته‌تر از تیراندازی از ابتدای عرضه بازی در دسترس بود. بازیکنان همچنین می‌توانند با ترک جزیره قهرمانی پیشرفت خود را از دست بدهند یا بازنشانی کنند. (مثلاً برای تعویض تیم‌ها) برای این کار باید پس از صحبت با نگهبانان کومااینو که در اسکله حضور دارند با سپس نشان‌دادن اعتبارنامه‌های بازی قایق خود را سوار شود و از جزیره برود یا به سادگی با انتخاب «شروع بازی جدید» در منوی تنظیمات بازی را بازنشانی کند.

## داستان

گربه لاکی در مرکز جزیره. او توسط طلسم‌های ۴ تیم موجود در بازی احاطه شده است، همچنین ۷ مجسمه که به قهرمانان جزیره اشاره می‌کنند. لاکی همچنین جلوی تابلوی امتیازات جهانی قرار دارد، که می‌تواند امتیازات فعلی تمام تیم‌ها را نمایش دهد.

در ابتدای بازی، لاکی با قایق به جزیره قهرمانی می‌رسد، جایی که در آن همه افراد از سراسر جهان با یکدیگر رقابت می‌کنند. او سپس با دو کومااینو روبرو می‌شود که او را در مسابقه پینگ پنگ به چالش می‌کشند تا مهارت‌های او را بسنجند. هنگامی که لاکی در این بازی پیروز می‌شود، آنها او را به عنوان یکی از هفت قهرمان جزیره انتخاب می‌کنند و دوباره نظم به جزیره بازمی‌گردد.
سپس لاکی می‌تواند به نوبت با قهرمانان جزیره رقابت کند و با پیروزی بر آنها به یکی از هفت طومار مقدس جزیره برسد. این قهرمان‌ها عبارتند از:
- کیجیمونا، یک قبیله که ماراتون‌ها را در ساحل برپا می‌کند.
- تنگو، که یک استاد پینگ پنگ در یک روستای متروکه در جنگل بامبو است.
- پرنسس اوتو-هیمه و اوراشیما تارو، که در شنا هنری زیر آب ماهر هستند.
- یوئیچی، استاد تیراندازی در نزدیکی برکه نیلوفر جزیره.
- اونی، یک گروه از ترول‌ها که قهرمانان راگبی جزیره هستند. در این رویداد، لاکی به کمک موموتارو و دوستانش، سگ، میمون و قرقاول در رقابت شرکت می‌کند.
- فوکورو، جغدی که در بالای کوه جزیره نشسته و نظاره‌گر رویداد صخره‌نوردی است.[۱۲]
- بونبوکو چاگاما، استاد رویداد اسکیت‌بوردینگ که در شهر تانکی برگزار می‌شود.

پس از به‌دست‌آوردن همه هفت طومار مقدس و شکست دادن همه قهرمانان جزیره، یک درخت ساکورا بزرگ در مرکز جزیره شکوفا می‌شود و گلبرگ‌های آن همچون باران بر جزیره می‌ریزد. ساکنان جزیره سپس به لاکی برای تبدیل‌شدن به قهرمان جزیره تبریک می‌گویند.
هر کس که ۲۲ مأموریت جانبی قبلی را تکمیل کرده باشد و بازی پارالمپیک را بدون شروع تازه انجام دهد می‌تواند مأموریت‌های ۲۳م و ۲۴م را بدون از دست دادن تاریخچه آخرین مأموریت تکمیل کند.

## توسعه
تیم دودل برای تولید بسیاری از کات‌سین‌های انیمه‌ای در طول بازی با استدیو ۴°C همکاری کرد. در مراحل اولیه توسعه، تیم به تحقیق دربارهٔ چندین داستان عامیانه ژاپنی و شخصیت‌های افسانه‌ای، همچنین موجودات اسطوره‌ای از فرهنگ عامه ژاپن پرداخت. در نتیجه، شخصیت اصلی، لاکی (یک گربهٔ کالیکو)، ساخته شد زیرا این گربه نماد شانس در فرهنگ ژاپن است. هر قهرمان ورزشی نیز یکی از شخصیت‌های افسانه‌ای یا اسطوره‌ای در فرهنگ ژاپن است.
خود بازی نیز به عنوان ادای احترام به بازی‌های ۱۶ بیتی که زمانی در ژاپن مرسوم بود، در همین سبک ساخته شد.
مدیر هنری گوگل دودل، نیت سوینهارت، گفت: «ما می‌خواستیم با ساخت بازی دودل جزیره قهرمانی، فرصتی برای جهان ایجاد کنیم تا با هم در سطح جهانی رقابت کنند و همزمان با فرهنگ ژاپنی آشنا شوند.»
موسیقی بازی توسط کوما، یک هنرمند موسیقی که به ریمیکس موسیقی بازی‌های ویدیویی در یوتیوب معروف است، ساخته شد.